# Огилви-Грант, Фрэнсис, 6-й граф Сифилд
Полковник Фрэнсис Уильям Огилви-Грант, 6-й граф Сифилд (англ. Francis William Ogilvie-Grant, 6th Earl of Seafield; 6 марта 1778 — 30 июля 1853) — шотландский дворянин, военный и политик, 25-й вождь клана Грант.

## Ранняя жизнь
Родился 6 марта 1778 года как Фрэнсис Уильям Грант. Четвертый сын сэра Джеймса Гранта, 8-го баронета (1738—1811) и его жены Джин Дафф (1746—1805). Его мать была дочерью Александра Даффа, 2-го графа Хаттона, и леди Энн Дафф, дочери Уильяма Даффа, 1-го графа Файфа (1697—1763) .
Из-за умственной неполноценности своего брата Льюиса Александра Гранта (и более ранней смерти двух старших братьев) с 1811 года он исполнял обязанности хранителя поместий Грантов и графства Сифилд, пока не стал самостоятельным графом Сифилдом в 1840 году.

## Карьера
Он начал военную карьеру в возрасте 15 лет в 1793 году в качестве лейтенанта в Стратспейском полку. После службы в других полках, он был произведен в подполковники в 3-й Аргайлском полку в 1799 году и служил с ними в составе гарнизона Гибралтара в 1800-1801 годах. Он получил чин полковника британской армии в 1809 году, будучи назначенным лордом-лейтенантом Инвернесса. Тем временем, «полковник Грант», как его называли, вошел в парламент и пошел по политическому пути.
Фрэнсис Грант заседал в Палате общин Великобритании от Элгина (1802—1806), Инвернесса (1806—1807), Элгиншира (1807—1832) и Элгиншира и Нэрншира (1832—1840).
26 октября 1840 года после смерти своего старшего брата, Льюиса Александра Огилви-Гранта, 5-го графа Сифилда (1767—1840), Фрэнсис Огилви-Грант унаследовал титулы 6-го графа Сифилда (Пэрство Шотландии), 6-го виконта Рейдхейвена (Пэрство Шотландии), 10-го баронета Колкухуна из Лусса (Баронетство Новой Шотландии), 6-гол орда Огилви из Дескфорда и Каллена (Пэрство Шотландии), 6-го виконта Сифилда (Пэрство Шотландии) и 6-го лорда Огилви из Каллена (Пэрство Шотландии).
С 1841 по 1853 год — шотландский пэр-представитель в Палате лордов Великобритании. Он посещал парламент в течение 50 лет, голосуя против Акта о реформе 1832 года, заседая в Палате общин. Сэр Уильям Фрейзер сообщал: «В политике его светлость был консерватором и в течение своей долгой общественной карьеры преданно поддерживал свою партию. Он был горячим сторонником сэра Роберта Пиля».
Член Церкви Шотландии, Фрэнсис Грант был рукоположенным старейшиной, заседавшим в пресвитерии Абернети, которую он также в течение многих лет представлял в Генеральной Ассамблее.

## Частная жизнь
Лорд Сифилд был известен своими посадками деревьев. Проживая в основном в Каллен-хаусе, его любовь к декоративному ландшафту привела к перепланировке дома, территории и близлежащего города, а также к улучшению других городов в пределах его поместья.
В 1826 году в Дутиле лорд Сифилд распорядился о восстановлении приходской церкви и возведении мавзолея Сифилда.
В 1836 году он предоставил доступ к своим землям представителям Земельной компании Нью-Брансуика и Новой Шотландии и выразил мнение, что некоторым жителям Уркарта было бы полезно эмигрировать.

## Семья
Лорд Сифилд был дважды женат. 20 мая 1811 года он женился первым браком на Мэри Энн Данн (6 марта 1795 — 27 февраля 1840), дочери Джона Чарльза Данна из Хайэм-хауса, Сассекс. Дети от первого брака:
- Леди Джейн Огилви-Грант (? — 16 сентября 1861)
- Джеймс Огилви-Грант (16 апреля 1812 — 15 марта 1815)
- Фрэнсис Уильям Огилви-Грант, мастер Грант (5 октября 1814 — 11 марта 1840)[7]
- Джон Чарльз Огилви-Грант, 7-й граф Сифилд (4 сентября 1815 — 18 февраля 1881), третий сын и преемник отца.
- Подполковник Джеймс Огилви-Грант, 9-й граф Сифилд (27 декабря 1817 — 5 июня 1888)
- Достопочтенный Льюис Александр Огилви-Грант (18 сентября 1820 — 24 декабря 1902)
- Достопочтенный Джордж Генри Огилви-Грант (13 февраля 1825 — 31 мая 1873)
- Эдвард Александр Огилви-Грант (17 июня 1833—1844).

17 августа 1843 года лорд Сифилд женился вторым браком на Луизе Эмме Маунселл (ок. 1824 — 2 августа 1884), дочери Роберта Джорджа Маунселла и Мабеллы О’Грэйди. Второй брак был бездетным.
Лорд Сифилд умер в июле 1853 года в возрасте 75 лет и был похоронен в мавзолее Старой приходской церкви и кладбища Дутила, недалеко от деревни Дутил, графство Инвернесс. Ему наследовал его третий сын, Джон Чарльз Огилви-Грант.